# Первая Сицилийская экспедиция
Первая Сицилийская экспедиция 427—424 до н. э. — поход афинян на Сицилию в первый период Пелопоннесской войны.

## Западная политика Афин
Афины еще в период Пятидесятилетия предпринимали первые попытки распространить своё влияние на Великую Грецию и Сицилию. В 444 до н. э. по инициативе Перикла на месте разрушенного Сибариса была основана панэллинская колония Фурии, позднее афиняне заключили военные союзы с западными ионийскими (халкидскими) колониями Леонтинами и Регием.
Вмешательство афинян в конфликт между Коринфом и Керкирой было следствием торгового соперничества Афин и Коринфа на западных рынках и стало одной из главных причин Пелопоннесской войны. Создание проафинской коалиции на греческом западе могло нейтрализовать тамошних союзников Спарты и Коринфа, лишить Спарту сицилийского хлеба, а в перспективе, возможно, позволило бы открыть второй фронт войны. Кроме того, афинянам было известно о намерении спартанцев обзавестись на Сицилии крупным флотом. Если бы только им удалось это, опасность для Афин стала бы внушительной. К тому же, если бы Сиракузы , основанные поселенцами из Коринфа , сумели покорить остальные греческие города на Сицилии, они могли бы посылать критически важную помощь в свою метрополию и спартанцам. Предотвращение такой угрозы и стало целью экспедиции афинян.

## Положение на Сицилии
На Сицилии не прекращалась борьба между Селинунтом и Эгестой, а также между Сиракузами и халкидскими колониями, прежде всего, Леонтинами. Сиракузян поддерживали все дорийские города, кроме Камарины, враждовавшей с Гелой. Из числа италийских городов Локры Эпизефирские поддерживали сиракузян, а Регий — леонтинцев. Поводом для интервенции стало обращение к афинянам жителей Леонтин, которые не имели достаточных сил для противостояния сиракузянам, блокировавшим их с суши и моря.
Леонтинцы направили в Афины послом знаменитого софиста Горгия, выступление которого в народном собрании произвело сильное впечатление, благодаря использованию новых риторических приемов, еще не вошедших в широкое употребление.

## Отправка экспедиции
Афиняне решили послать помощь, под предлогом племенного родства с ионийцами Леонтин, но «на самом деле желая воспрепятствовать доставке хлеба из Сицилии в Пелопоннес, а также предварительно попробовать, нельзя ли будет подчинить себе Сицилию».
Для начала в сентябре 427 до н. э. на запад была отправлена эскадра из двадцати кораблей под командованием Лахета и Хареада. Используя в качестве базы Регий, они пополнили свои силы еще двадцатью кораблями регийцев и других халкидян, и в конце года развернули боевые операции. Вначале они на тридцати кораблях атаковали пиратские поселения на Липарских островах, опустошили поля, но не смогли принудить население к сдаче и вернулись в Регий.

## Кампания 426 года до н. э.
В 426 до н. э. в бою с сиракузянами погиб Хареад, и Лахет принял общее командование, после чего вместе с союзниками атаковал мессенскую колонию Милы на северо-восточном побережье Сицилии. Отряды мессенцев, пытавшиеся устроить засаду, были разбиты, затем союзники принудили защитников акрополя сдаться и принять участие в действиях против Мессены. Та сдалась без сопротивления, выдав афинянам заложников.
Затем Лахет напал на Локры, в гавани было захвачено пять кораблей, десант разбил локрийцев и овладел укреплением на реке Алека.
Зимой 426/425 до н. э. Лахет с союзниками пытался взять город Инессу, в восьмидесяти стадиях от Катаны, акрополь которой был занят сиракузянами, но потерпел неудачу, а во время отступления много воинов было перебито противником, сделавшим вылазку.
В конце года афиняне по просьбе союзников решили направить на Сицилию еще сорок кораблей, так как имевшихся сил не хватало для блокады Сиракуз. Одного из стратегов, Пифодора, направили первым с небольшим количествомтриер. Прибыв в Регий, он принял командование у Лахета, попытался отбить укрепление, захваченное Лахетом, но затем возвращенное локрами, но был разбит.
Тем временем афинский десант высадился в районе Гимеры, а сикулы вторглись на её земли с суши; затем флот вновь атаковал Липарские острова.

## Кампания 425 года до н. э.
В начале лета Мессена отложилась от афинян, призвав на помощь двадцать сиракузских и локрийских кораблей. Одновременно локры вторглись на земли регийцев, чтобы помешать им выступить против Мессены.
Поскольку обещанное Афинами подкрепление задерживалось, сиракузяне и мессенцы разработали план нападения на Регий, но в сражении в Мессинском проливе их флот, имевший более тридцати кораблей, потерпел поражение от 16 афинских и восьми регийских триер и потерял одно судно.
Попытки афинян атаковать противника, отошедшего к Мессене, были неудачны, и привели к потере двух кораблей. Узнав, что Камарина сдалась сиракузянам, афиняне отправились к ней, а в это время мессенцы атаковали халкидский Наксос, но были разбиты, благодаря помощи спустившихся с гор сикулов, и отступили с большими потерями.
Афиняне с леонтинцами и прочими союзниками попытались захватить ослабленную поражением Мессену, штурмовали её с суши и моря, но взять не смогли, а леонтинцы вообще были разбиты осажденными, устроившими вылазку.
Стратеги Евримедон и Софокл, командовавшие дополнительными силами, направленными на Сицилию, задержались у берегов Пелопоннеса, оказав помощь Демосфену и Клеону в захвате Пилоса и Сфактерии. На Сицилию они прибыли только в конце кампании.

## Гелойский мир
Вместе с имевшимися афинскими и союзными кораблями объединенный флот составил внушительную силу в 80 триер. С этими силами можно было попытаться переломить ход войны, однако, намерения афинян стали внушать тревогу не только врагам, но и союзникам, опасавшимся, что после победы они превратятся в афинских подданных, поэтому летом 424 до н. э. представители сицилийских городов собрались на конгресс в Геле, где заключили общий мир, лишивший афинян повода для продолжения интервенции.
Афинские стратеги согласились с решением своих союзников, за что по возвращении в метрополию Пифодора и Софокла приговорили к изгнанию, а Евримедонта к штрафу. Их «обвиняли в том, что, имея возможность покорить Сицилию, они ушли оттуда вследствие подкупа».
Обвинение было надуманным, даже если стратеги и получили какие-то подарки от союзников, а наказание — чрезмерным, но в оправдание действий афинской демократии Дональд Каган приводит в пример знаменитые слова Вольтера, сказанные по поводу адмирала Бинга, расстрелянного, «pour encourager les autres».